# موحا صواك
موحا صواك (مواليد سنة 1949 بمدينة بوذنيب) كاتب وروائي مغربي، يكتب باللغة الفرنسية.
يهتم بمجال الثقافة الأمازیغیة والتراث الشعبي الشفوي بالمناطق الجنوبیة. أصدر عددا من الأعمال الإبداعیة، من بینھا: «سنة الكلبة»، «إبلیس»، «سنوات أو آمال للعیش»، «اللاعبون»، «أجمل أيامنا»، وغیرھا. یعمل موحى صواك أستاذا للغة الفرنسية بمدينة الرشيدية.

## مسيرته
وُلد موحا صواك في بوذنيب، في الجنوب الشرقي للمغرب. تلقّى تعليمه في مدينة الراشيدية، ثم بعد الحصول على البكالوريا درس القانون والأدب في الرباط وفاس. 
فاز بجائزة الدورة الحادية والعشرين للأطلس الكبير في نسختها الحادية والعشرين في فئة الأدب العام، عن روايته "Nos plus beaux jours" (أجمل أيامنا) الصادرة عن دار النشر لوفينيك سنة 2014.

## الأعمال
- Nos plus beaux jours,[2] 2014
- La semaine où j'ai aimé[3]
- Le Grand Départ
- Indiscrétion des cocottes, nouvelles, 2011
- Contes à Moha[4]
- Et plus si affinités
- La Femme du soldat
- Les Joueurs, 1999[5]
- Un barrage de sucre 2011
- Le grand départ, nouvelles 2011
- Thé amer 1997
- Iblis, conte satirique 2000
- Les années U
- L'année de la chienne

## الأعمال المترجمة إلى العربية
- أيامنا الحلوة (Nos plus beaux jours)، من قبل فريد الزاهي

## روابط خارجية
- موحا صواك على موقع أرشيف الشارخ.
- صفحة موحا صواك على موقع goodreads.com